# Laan van Spartaan

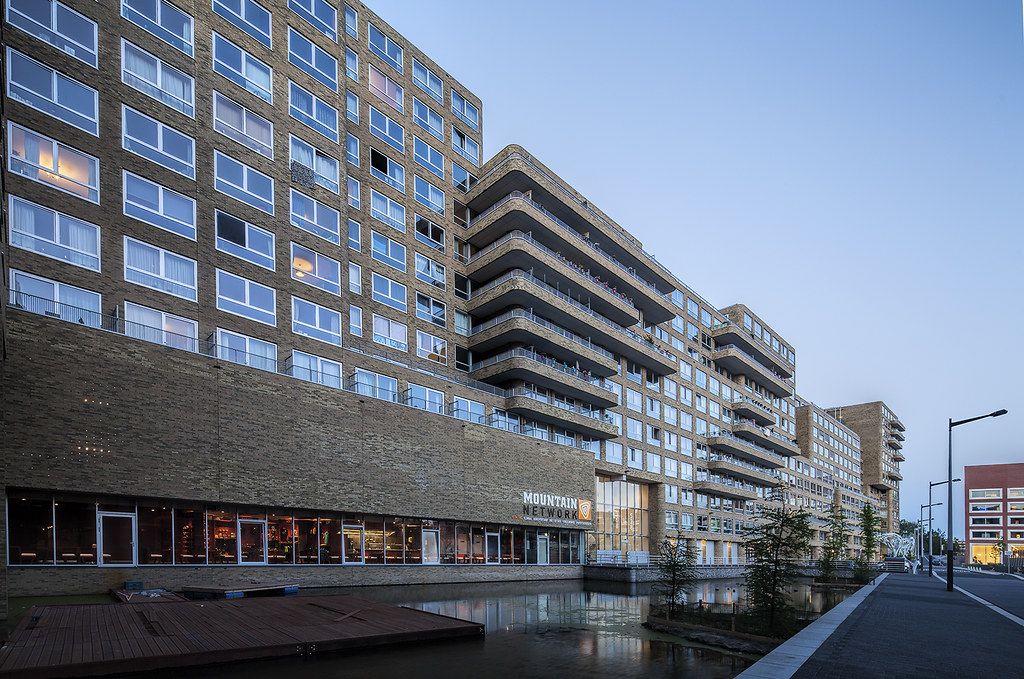
Gebouw 'De Tribune' (ontwerp: Claus en Kaan Architecten), Laan van Spartaan, december 2012

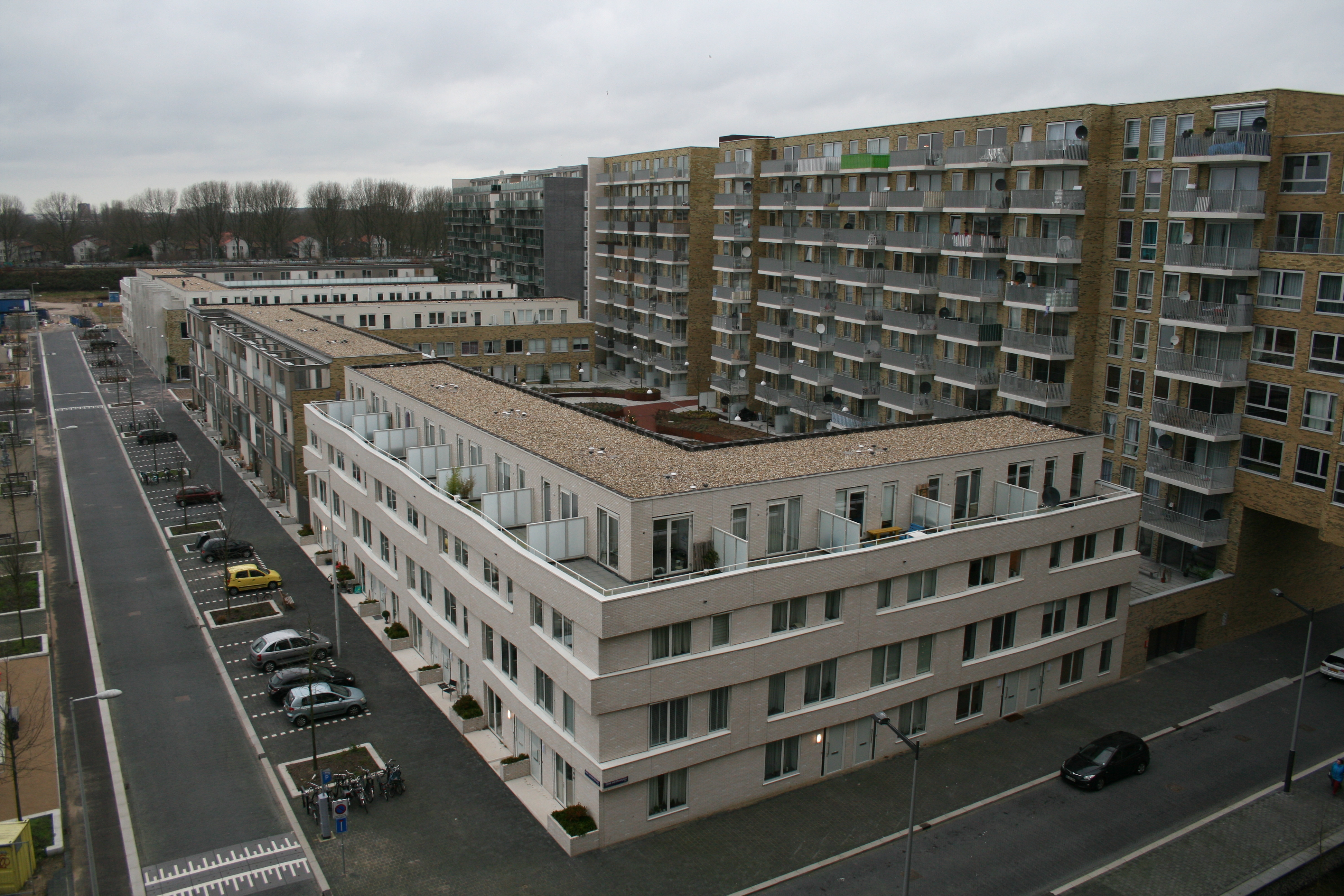
Appartementenblokken en luxe eengezinswoningen aan de Fanny Blankers-Koenlaan, Laan van Spartaan, december 2012

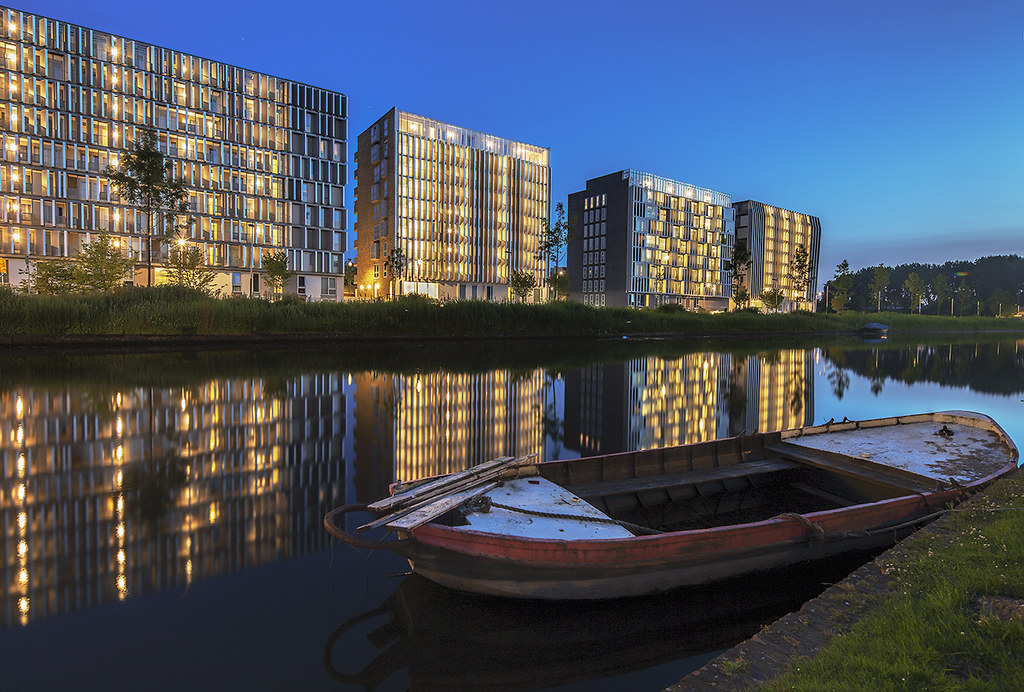
Luxe appartementen en maisonettes aan de Erasmusgracht, met geluidswerende panelen tegen de nabijgelegen snelweg.

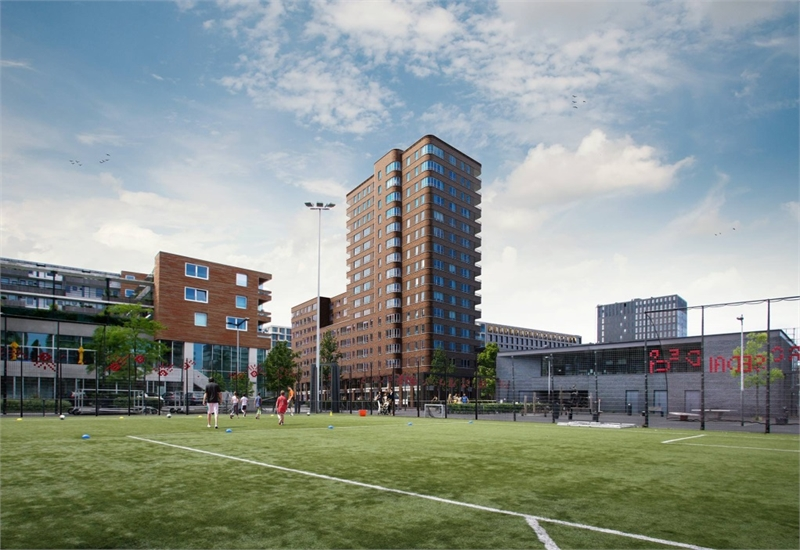
Het gebouw 'Hof van Spartaan' nog in aanbouw. Werd opgeleverd in april 2021.

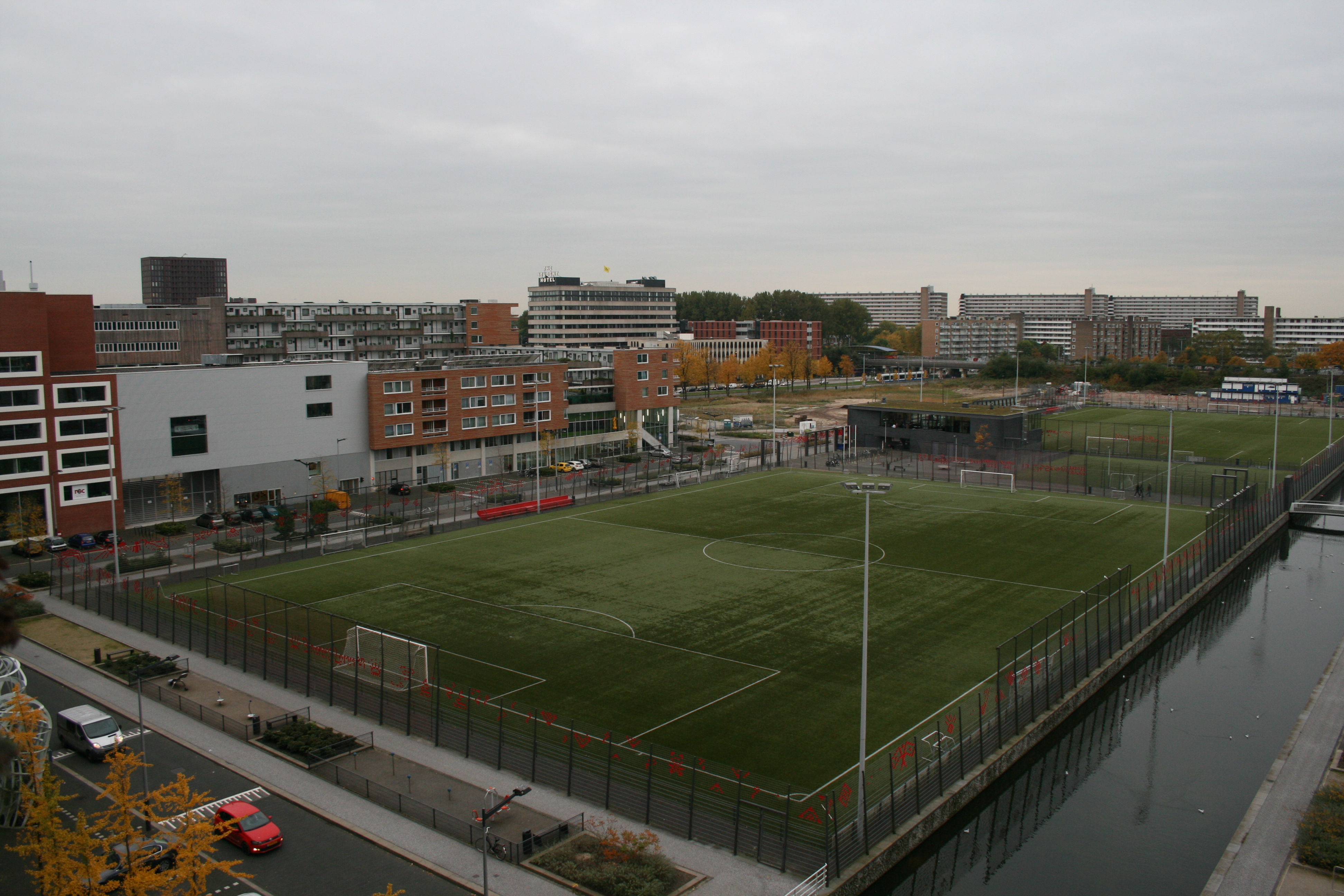
Voetbalvelden en clubhuis van voetbalclub VVA/Spartaan, Laan van Spartaan, oktober 2015

Laan van Spartaan is een woonbuurt in het Amsterdamse stadsdeel West, voorheen stadsdeel Bos en Lommer. De buurt wordt begrensd door de dijk van de Ringspoorbaan in het westen, de Jan van Galenstraat in het zuiden, de Ringweg (A10) in het oosten en de Erasmusgracht in het noorden. De wijk werd in het eerste decennium van de 21e eeuw door de gemeente Amsterdam en het stadsdeel Bos en Lommer mogelijk gemaakt. De wijk is ontwikkeld door woningcorporatie Ymere en projectontwikkelaar Bouwfonds. De bouw startte in 2007 en werd voltooid in april 2021. De buurt telt ruim 1000 koop- en huurwoningen.

## Sportpark
Voorheen lag op de plek van deze wijk het Sportpark Jan van Galenstraat. De straatnaam was Jan Tooropstraat. Het sportpark omvatte oorspronkelijk vier voetbalvelden, een clubhuis voor de voetbalclub VVA/Spartaan en een honkbalveld met trainingsveld en clubhuis voor Detach Pirates. Deze honkbalvereniging verhuisde in 2000 als Amsterdam Pirates naar Sportpark Ookmeer in Osdorp. Daarnaast stond aan de Jan Tooropstraat de Sporthal Jan van Galen. Deze hal is in 2008 afgebroken. VVA/Spartaan keerde in 2006 terug op twee nieuw aangelegde velden en kreeg ook een nieuw clubgebouw.

## Bebouwing
Rondom de voetbalvelden, die het hart van de wijk vormen, wordt in hoge dichtheid de bebouwing gerealiseerd. Het opvallendste gebouw is het 250 meter lange woongebouw De Tribune. Dit gebouw, een ontwerp van architectenbureau Claus en Kaan, dat met een gemiddelde hoogte van 33 meter tussen de tien en dertien verdiepingen telt en in materialisatie en detaillering verwijzingen bevat naar de architectuur van de Amsterdamse School, begrenst de wijk aan de oostzijde en ligt direct naast de Ringweg A10. Daardoor fungeert het tevens als geluidsscherm voor de rest van de wijk. Het werd opgeleverd in 2011 en bevat onder meer ouderenwoningen, woningen voor gehandicapten, studentenwoningen, sociale huurwoningen, een buurtrestaurant, een medisch centrum en een klimhal. Aan de achterzijde van het gebouw bevindt zich een openbare parkeergarage. Op het thans braakliggende terrein tussen het gebouw en de afrit van de A10 is, direct tegen de blinde zuidgevel van het gebouw, een hotel gepland. De openbare ruimte is ontworpen door Dijk&co Landschapsarchitectuur in nauwe samenwerking met de gemeente Amsterdam.
De woonblokken ten noorden van de voetbalvelden zijn gesitueerd, zijn ontworpen door architectenbureaus Claus en Van Wageningen Architecten, Dick van Gameren Architecten en Diederendirrix. De noordgevels van de woonblokken langs de Erasmusgracht hebben opvallende, onder verschillende hoeken geplaatste panelen die in het ontwerp verwerkt zijn. Deze dienen ook als geluidsscherm tegen het geluid van de A10.
Aan de zuidoostzijde van de wijk, langs de Jan van Galenstraat, is een schoolgebouw gerealiseerd voor een vestiging van het ROC van Amsterdam. Het exterieur is ontworpen door Claus en Kaan, het interieur door Ector Hoogstad Architecten. Ook het jeugdcircus Circus Elleboog heeft hier onderdak gevonden. De nieuwe sporthal Laan van Spartaan is in 2013 op nagenoeg dezelfde plaats als de oude sporthal teruggekeerd als onderdeel van een nieuw woongebouw, ontworpen door het Delftse bureau DP6.
Op de nog onbebouwde kavel direct naast de Ringsspoordijk zal vanaf 2016 een woongebouw met 361 studentenwoningen worden gerealiseerd, ontworpen door bureau Studioninedots. In de plint zullen commerciële functies worden gevestigd. Op de kavel ernaast, ten westen van de Rinus Michelslaan, zal vanaf 2017 een woongebouw in drie delen verrijzen, met in totaal 267 woningen. Het westelijke en middendeel hiervan wordt eveneens ontworpen door bureau Studioninedots, het oostelijk deel langs de westzijde van de Rinus Michelslaan met een woontoren op de hoek van de Laan van Spartaan is een ontwerp van architectenbureau KOW. Ook deze gebouwen zullen een commerciële plint krijgen. De gehele wijk Laan van Spartaan moest volgens de planning uit 2016 in 2018 voltooid zijn. Het werd april 2021.

## Straatnamen
De straatnamen in de wijk zijn vernoemd naar personen uit de Nederlandse sportgeschiedenis:
- Willem Augustin
- Beb Bakhuijs
- Fanny Blankers-Koen
- Ben Bril
- Wim van Est
- Gerrie Knetemann
- Rinus Michels
- Janna van der Weg

De straat direct ten zuiden van de sportvelden is Laan van Spartaan genoemd, naar de voetbalclub die aan deze straat is gevestigd. Deze straatnaam is tevens de naam van de hele wijk geworden.

## Bereikbaarheid
De buurt is aan de zuidzijde toegankelijk via de Jan van Galenstraat. Aan deze straat ligt een afrit van de A10 en het metrostation Jan van Galenstraat van de Ringlijn (50 en 51).
Aan de noordkant van de buurt is over de Erasmusgracht een brug voor fietsen en voetgangers aangelegd, naar ontwerp van architectenbureau DP6, voor de verbinding met de Kolenkitbuurt en het Bos en Lommerplein. De wijk ligt op loopafstand van het Sint Lucas Andreas Ziekenhuis, het Bos en Lommerplein en het metrostation.